# Gamboudéni
Gamboudéni est une commune rurale située dans le département de Gayéri de la province de la Komondjari dans la région de l'Est au Burkina Faso.

## Géographie
Gamboudéni est situé à environ 33 km au Nord-Est de Gayéri, le chef-lieu du département, et à 10 km au Nord-Est de Djora.

## Santé et éducation
Gamboudéni accueille un centre de santé et de promotion sociale (CSPS).